# Windows Phone
Windows Phone er en serie af operativsystemer til smartphones udviklet af Microsoft og efterfølgeren til deres Windows Mobile-platform.
Den første udgave, Windows Phone 7, blev udgivet i Europa, Singapore og Australien den 21. oktober 21, 2010, og i USA og Canada den 8. november 2010, Mexico den 24. november og i Asien i 2011.
Windows Phone 8.1, den nyeste offentligt tilgængelige version af styresystemet, blev udgivet den 14. april 2014.
Microsoft ophørte med at bruge navnet Windows Phone, da Windows 10 udkom i 2015. Windows 10 kom i en mobil udgave, der blot hedder Windows 10.
Windows 10 Mobile ophørte d. 10. dec . 2019

## Partnerskab med Nokia
Den 11. februar 2011 på en pressekonference i London annoncerede Microsofts CEO Steve Ballmer og Nokias CEO Stephen Elop et partnerskab der betød, at Windows Phone i fremtiden ville være det primære operativsystem på Nokias smartphones.